# Lapidarium St. Gertraud

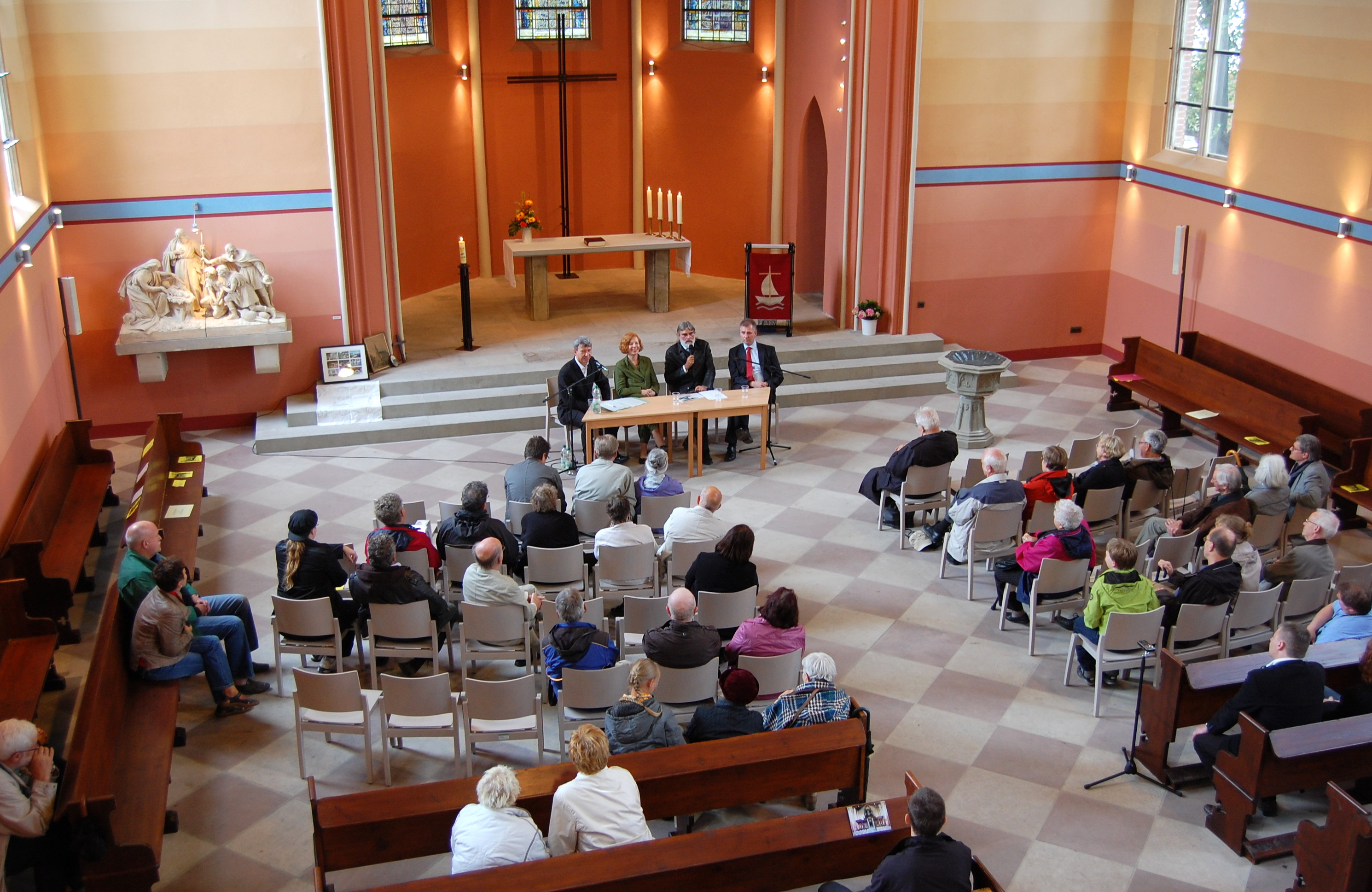
Podiumsgespräch am Tag der Eröffnung

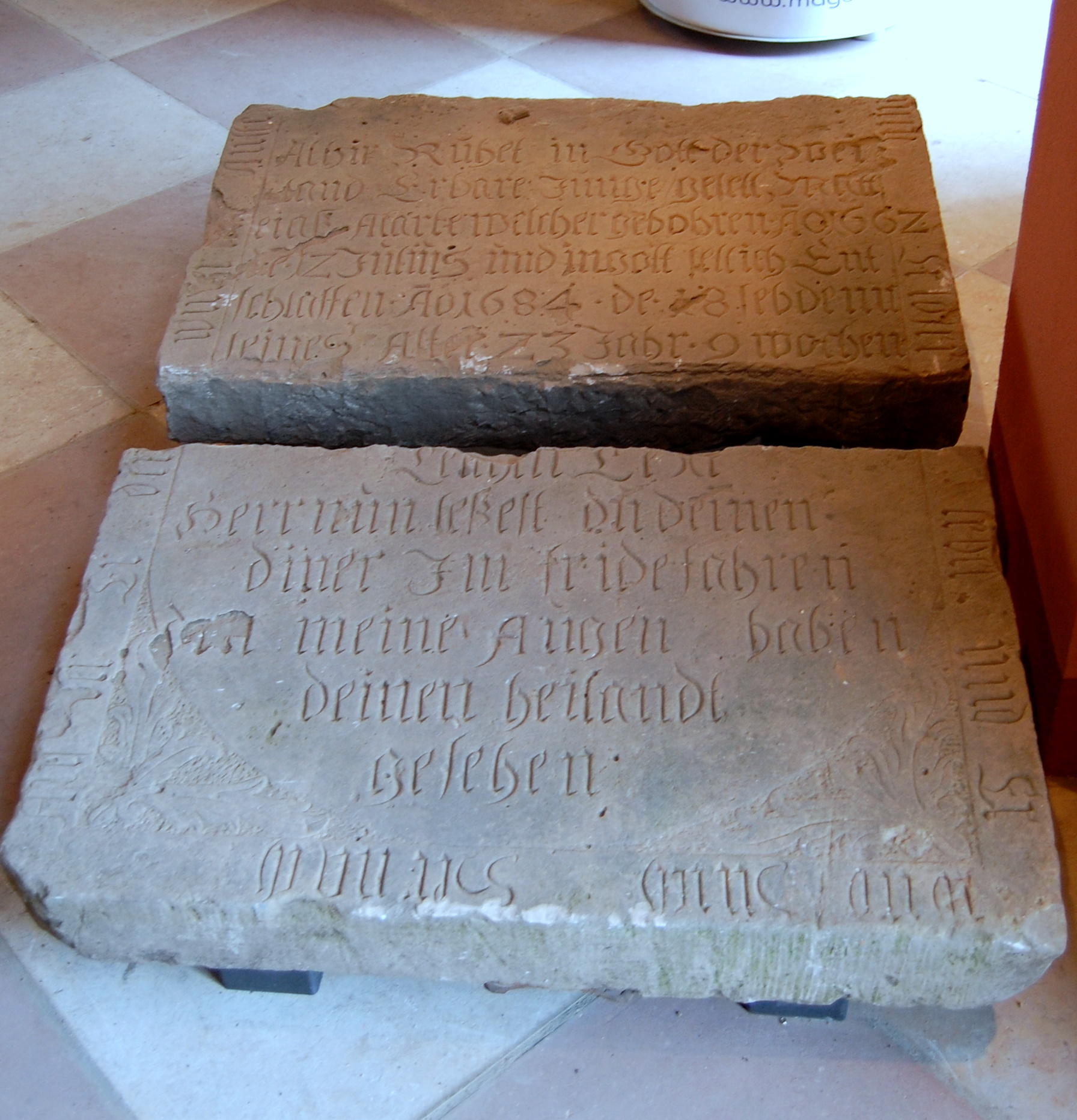
Grabstein für Mathias Alharte (1662–1684)

Das Lapidarium St. Gertraud ist ein Lapidarium an und in der Sankt-Gertraud-Kirche im Magdeburger Stadtteil Salbke.

## Geschichte
Die Sammlung von Grabsteinen, Denkmälern und Architekturfragmenten wurde zwischen 2008 und 2011 im Zuge der Sanierung der Sankt-Gertraud-Kirche angelegt. Die Eröffnung des Lapidariums fand am 3. Juli 2011 in Anwesenheit des Magdeburger Oberbürgermeisters Lutz Trümper statt. An diesem Tag erfolgte nach einem Festgottesdienst in der Kirche ein Podiumsgespräch mit dem Architekten, der für die Ausstellung verantwortlichen Kunsthistorikerin und Vertretern des Kirchenkreises sowie der Evangelischen Kirche in Mitteldeutschland. Eine endgültige Fertigstellung war für etwa September 2011 geplant. Die Anlage umfasst 322 Einzelstücke, die zwischen 2006 und 2010 aus etwa 500 vorgeschlagenen Exemplaren ausgesucht wurden.

## Sammlung
Bei den Ausstellungsstücken handelt es sich um kulturgeschichtlich oder künstlerisch wertvolle steinerne Monumente, die aus unterschiedlichsten Gründen nicht mehr an ihrem bisherigen Standort verblieben waren. Die Objekte stammten aus kommunalen Depots, Friedhöfen und privaten Grundstücken. Viele waren aus den Trümmern nach dem Zweiten Weltkrieg geborgen worden oder sind historische Originalteile die nach Sanierungen des Bauwerks am ursprünglichen Standort durch Kopien ersetzt werden mussten. Einige wenige Stücke gehörten jedoch bereits in der Vergangenheit zur Sankt-Gertraud-Kirche und stehen somit weiterhin an ihrem bisherigen Standort.
Im Einzelnen wurden 145 Architekturfragmente, 141 Grabsteine, 22 Epitaphien und Gedenktafeln, 6 Teile einer Brücke, 4 Brunnenteile sowie 4 Findlinge zusammengetragen. Die empfindlicheren Stücke sind im westlichen Teil der Kirche untergebracht und können zu den Öffnungszeiten der Kirche besichtigt werden. Die Kirche ist trotz dieser auch musealen Nutzung weiterhin als Kirche für die evangelische Kirchengemeinde Salbkes in Nutzung.
30 besondere Werke werden unter der Bezeichnung Lebenswege besonders herausgestellt. Sie verweisen auf eine bemerkenswerte Person, einen bestimmten Ort oder ein besonderes Schicksal und stehen jeweils in einem engen Zusammenhang zur Region Magdeburg.

### Einzelstücke
Eines der auffälligsten Einzelstücke ist die um 1880 von Emil Hundrieser geschaffene allegorische Darstellung Schifffahrt. Das Werk befand sich ursprünglich mit weiteren allegorischen Darstellungen zu Industrie, Landwirtschaft und Handel, deren Originale sich ebenfalls im Lapidarium befinden, auf der Zollbrücke. Ende der 1990er Jahre musste sie dort entfernt werden. 2006/07 wurde eine Kopie aufgestellt. Das restaurierte Original wurde 2011 am Eingang zum Lapidarium von der Hauptstraße Alt Salbke aufgestellt. Zur Sammlung gehören auch mehrere mit Friesen verzierte Sockel, die ebenfalls von der Zollbrücke stammen. Von der Anna-Ebert-Brücke, die sich in unmittelbarer Nachbarschaft zur Zollbrücke befindet, ist ein von Ernst Habs in den Jahren 1880–1882 als Wappenhalter für das Magdeburger Wappen geschaffener Löwe in das Lapidarium gelangt.
Im Lapidarium befindet sich auch der ursprünglich auf dem Magdeburger Südfriedhof befindliche aus Sandstein gefertigte Grabstein des Konsistorialpräsidenten Bernhard Hofmann (1889–1954) und seiner Ehefrau Ilse Hofmann (1900–1984). Hofmann hatte zunächst dem Stahlhelmbund angehört, der später in der SA aufging, wurde in der Zeit des Nationalsozialismus jedoch Mitglied der sich in Opposition zum NS-Regime befindenden Bekennenden Kirche. Auch weitere steinerne Dokumente des Lapidariums befassen sich mit der Zeit des Nationalsozialismus. So auch der Grabstein des langjährigen Pfarrers der Buckauer Sankt-Gertrauden-Kirche Paul Hechler (1892–1984), der zunächst den der NS-Bewegung nahestehenden Deutschen Christen angehört hatte und  ebenfalls Mitglied der bekennenden Kirche wurde. Die Auswirkungen des Zweiten Weltkrieges thematisieren die Grabsteine von Fritz Nimmich (1913–1944) einerseits und von Rolf und Elisabeth Tränkel andererseits. Nimmich wird auf seinem Grabstein als Oberfeldwebel und Flugzeugführer im Nachtjagdgeschwader 300 betrauert. Als Sterbeort wird Herrenberg angegeben. Tatsächlich wurde er am 15. März 1944 im Zuge eines deutschen Luftangriffs auf London abgeschossen. Der im Alter von 11 Jahren verstorbene Rolf Tränkel und seine 34-jährige Mutter Elisabeth Tränkel kamen beim alliierten Luftangriff auf Magdeburg am 16. Januar 1945 ums Leben. Beide Grabsteine standen ursprünglich auf dem Neuen Sudenburger Friedhof und zeigen die verschiedenen Seiten des Krieges und stellen die Zerstörung Magdeburgs und die dortigen Opfer in den geschichtlich Kontext.
Von lokalhistorischem Interesse ist der Grabstein des Paul Michaelis (1887–1979), dem letzten Fährmeister der Fähre Fermersleben. Ähnliches gilt für das vom Magdeburger Westfriedhof stammende Grabkreuz des Magdeburger Pioniers des Evangelischen Buchhandels in Deutschland, Ernst Holtermann.
An der Südseite des Lapidariums befindet sich ein Wappenschild, der sich ursprünglich am Portalgiebel des Sitzes des Festungsgouverneurs Domplatz 5 befunden hatte. Das Gebäude wurde während des Zweiten Weltkriegs 1945 stark beschädigt. Einige Fragmente des ursprünglichen Bauschmucks wurden jedoch vom Magdeburger Heimatforscher Werner Priegnitz geborgen. Als weitere Teile des Portalgiebels befinden sich auch der Kopf eines Wappenhalters, ein Schulterfragment des linken Wappenhalters und zwei das Relief des Giebels frankierende Löwen im Lapidarium. In der Kirche sind zwei ursprünglich zum Haus Zum Turm (Breiter Weg 12) gehörende Volutenkapitelle ausgestellt.
Bei den bereits ursprünglich zur Sankt-Gertraud-Kirche gehörenden Stücken handelt es sich um den an der Ostseite der Kirche stehenden barocken Grabstein für die 1733 im Alter von 20 Jahren verstorbene Sabina Dorothea Catharina Lutterod. Sie war die Ehefrau des zwischen 1732 und 1771 als Pfarrer an der Kirche tätigen Johann Andreas Lutterod. Am Fußende des Steins verweisen Totenkopf und Stundenglas auf die Vergänglichkeit. An der Südseite der Kirche ist eine von 1936 stammende steinerne Gedenkplatte für die Erbauer der Kirche Siegesmund und Hermann Schrader angebracht. Im Inneren der Kirche, links des Chors, befindet sich die von Heinrich Pohlmann wohl in den 1860er Jahren als Galvanoplastik geschaffene Figurengruppe Geburt Jesu. Die aus Kupfer bestehende Plastik ist mit Gips beschichtet. Ebenfalls im Kircheninneren, an der Nordseite, befindet sich eine Marmorne Gedenkplatte von 1662, die einen Hinweis auf eine Schenkung von Johann Söchting enthält, der von 1657 bis 1696 als Pfarrer an der Sankt-Gertraud-Kirche wirkte. Darüber hinaus gehören auch 14 Architekturfragmente des Vorgängerbaus der Sankt-Gertraud-Kirche, darunter auch Teile des ehemaligen Altars zum Lapidarium. Besonders auffällig ist die im Außenbereich aufgestellte Kreuzblume, die ursprünglich auf der Nordostfiale des Kirchturms der Sankt-Gertraud-Kirche stand, dort nach der Sanierung jedoch nicht wieder angebracht wurde.
Obwohl ein Lapidarium eigentlich nur von Menschenhand bearbeitete Stücke enthält, entschloss man sich auch vier Findlinge, als von der Natur bearbeitete Stücke, in die Sammlung aufzunehmen.